# Formigueiro-grande
O formigueiro-grande ou formigueiro-grande-amazónico (nome científico: Akletos melanoceps) é uma espécie de ave da família Thamnophilidae.
Pode ser encontrada nos seguintes países: Brasil, Colômbia, Equador e Peru.
Os seus habitats naturais são: pântanos subtropicais ou tropicais.